# Fuck tha Police
Fuck tha Police är en protestsång av den amerikanska gangstarapgruppen N.W.A, släppt 9 augusti 1988, som finns på albumet Straight Outta Compton och Greatest Hits. Låten rankades på plats 417 på Rolling Stone's lista "The 500 Greatest Songs of All Time". Texten protesterar emot polisbrutaliteten och rasprofilering.
Sedan låten släppts 1988, har "Fuck tha Police"-sloganen fortsatt påverka populärkulturen än idag, i form av kläder, konst, och även cover-versioner i olika genrer, bland annat av Bone Thugs-N-Harmony, Dope, Rage Against the Machine och Kottonmouth Kings.